# Щербачёв, Александр Александрович
Алекса́ндр Алекса́ндрович Щербачёв (2 марта 1858, Москва — 22 апреля 1912, Самара) — российский архитектор. Автор ряда зданий в Самаре и Уфе.

## Биография
Родился 18 февраля (2 марта 1858) в Москве в купеческой семье. С 1873 года учился в Московском училище живописи, ваяния и зодчества. В 1880 году за ученический проект здания окружного суда получил малую серебряную медаль. С 1880 года учился в Академии художеств. В 1883 году получил большую серебряную медаль за составление проекта «церкви на кладбище». В 1886 году получил звание классного художника 2-й степени за проект «Великокняжеский дворец в столице».
В 1886 году Щербачёв по приглашению самарского городского головы Петра Алабина едет в Самару. С февраля 1889 по декабрь 1899 года занимает должность самарского городского архитектора. На этом посту его сменил А. У. Зеленко.
В Самаре архитектор не только реализовался в профессии, но и встретил будущую жену — Александру Петровну Алабину — дочь самарского головы Петра Алабина. Венчание состоялось в 1889 году.
Сын А. А. Щербачёва Пётр (1890—1967) стал архитектором.
Умер 22 апреля 1912 года и похоронен на кладбище Иверского женского монастыря.

## Проекты и постройки

### Самара

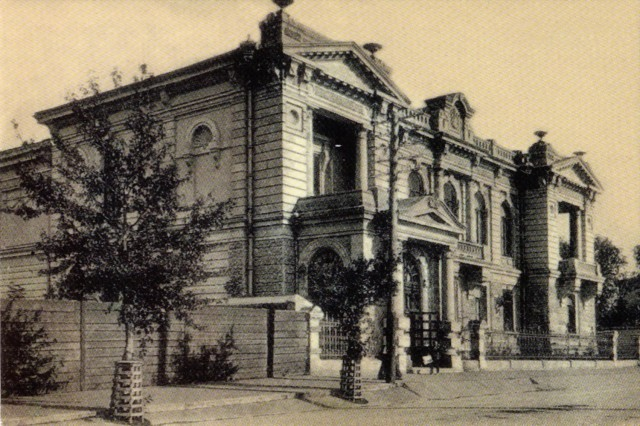
Особняк А. Н. Наумова. Улица Куйбышева, 151

- Часовня Святителя Алексия, митрополита Московского. Пересечение набережной реки Волги и Пионерской улицы (1890);
- Дом М. В. Каргиной. Молодогвардейская улица, 59 (1890-е);
- Дом Д. Е. Челышева. Улица Фрунзе, 56 (1893);
- Храм Христа Спасителя (по проекту Э. И. Жибера; руководство строительством, отделочные работы). Соборная площадь (1890—1894; не сохранился);
- Здание городского училища. Чапаевская улица, 186 (1895);
- Дом Белоусова. Улица Куйбышева, 72 (1898);
- Особняк И. А. Клодта. Улица Куйбышева, 139 (1898);
- Здание Самарской Биржи. Улица Степана Разина, 3А (1898);
- Приход во имя святых мучениц Веры, Надежды, Любови и матери их Софии. Чапаевская улица, 136 (1898);
- Кирилловский ночлежный дом. Пионерская улица, 84 (1898);
- Доходный дом Д. Е. Челышева. Красноармейская улица, 60 (1899);
- Дом купца М.Д. Маштакова. Самарская улица, 207 (1899);
- Дом Торгово-промышленного банка. Улица Куйбышева, 55 (1900);
- Дом дворянина Ю. И. Поплавского. Улица Фрунзе, 171 (1900);
- Дом Неклютиных (дом Неклюдиной). Улица Венцека, 48 (1901—1902);
- Здание женской гимназии (дом Поплавского). Улица Куйбышева, 125 (1902);
- Крупчатая паровая мукомольная мельница Торгового дома «Емельян Башкиров с С-ми». Улица Крупской, 1, литеры А, А1, А2, Д, Е, З, З1, З2, К, К1, К2, К3, К4, К5, К7 (1889—1903);
- Дом А. Н. Наумова. Улица Куйбышева, 151 (1900—1904);
- Особняк Ф. М. Наймушина. Улица Степана Разина, 106, литеры Аа (1903—1905, совместно с Ф. П. Засухиным; не сохранился);
- Здание духовной консистории, дом архиерея. Улица Вилоновская, 22, литера А (1905)[5];
- Храм Пресвятого Сердца Иисуса. Улица Фрунзе, 157 (1902—1906);
- Дом Е. О. Юрина. Улица Куйбышева, 103 (1907);
- Шихобаловская больница. Ленинская улица, 75 (1908);
- Дача купца А. И. Соколова. 9-я просека, 5-я линия, 1, корпус 1 (1909);
- Дом Е. Ф. Бема. Улица Куйбышева, 85 (1910);
- Духовное училище. Молодогвардейская улица, 151 (1912);
- Особняк В. М. Сурошникова (по проекту Ф. О. Шехтеля). Пионерская улица, 22 (1909—1912);
- Дом Серебренниковой. Улица Степана Разина, 41;
- Дом Орлова. Садовая улица, 172;
- Дом Кириллова. Ярмарочная улица, 27;
- Дом П. И. Шихобалова. Улица Венцека, 55;
- Дом Э. Г. Эрна . Чапаевская улица, 165;
- Дом Л. С. Аржанова. Улица Алексея Толстого, 6;
- Дом А. А. Савельева. Улица Фрунзе, 113;
- Деревянный дом с башенками. Улица Фрунзе, 181, площадь Чапаева;
- Пожарная каланча. Хлебная площадь;
- Церковь Петра и Павла (перестройка). Улица Буянова, 135А;
- Торговые ряды на Панской. Ленинградская улица, 71;
- Постройки Николаевского мужского монастыря на улице Осипенко (сохранились ворота).

### Уфа
- Дом П. И. Костерина. Улица Пушкина, 86 (1907—1912);
- Особняк М. А. Лаптева. Улица Гоголя, 27 (1912—1913).